# Dean Heffernan
Dean James Heffernan (ur. 19 maja 1980 w Sydney) – australijski piłkarz występujący na pozycji obrońcy. Zawodnik klubu Liaoning Whowin.

## Kariera klubowa
Heffernan seniorską karierę rozpoczął w 2000 roku w amatorskim zespole St George Saints. W 2001 roku przeszedł do Sutherland Shire Sharks. Następnie grał w zespołach National Soccer League, Wollongong Wolves oraz Sydney United. W 2004 roku wyjechał do Malezji, by grać w tamtejszym Selangor MPPJ. W tym samym roku zdobył z nim mistrzostwo Malezji, Puchar Malezji oraz Superpuchar Malezji.
W 2004 roku Heffernan wrócił do Australii, gdzie ponownie został graczem drużyny Sutherland Shire Sharks. Potem był graczem ekipy Marconi Stallions, a w połowie 2005 roku trafił do Central Coast Mariners. W A-League zadebiutował 26 sierpnia 2005 roku w wygranym 1:0 pojedynku z Perth Glory. 30 września 2005 roku w przegranym 1:2 spotkaniu z Melbourne Victory strzelił pierwszego gola w A-League. Sezon 2006/2007 spędził na wypożyczeniu w niemieckim 1. FC Nürnberg, jednak nie rozegrał tam żadnego spotkania. W Perth grał do końca 2009 roku.
Na początku 2010 roku Heffernan podpisał kontrakt z angielskim Huddersfield Town z League One. Spędził tam pół roku. W połowie 2010 roku odszedł do australijskiego Melbourne Heart (A-League). W 2011 roku przeszedł do Perth Glory (A-League), z którego został wypożyczony do chińskiego Liaoning Whowin. Klub ten w sierpniu 2011 roku wykupił Heffernana z Perth.

## Kariera reprezentacyjna
W reprezentacji Australii Heffernan zadebiutował 28 stycznia 2009 roku w zremisowanym 0:0 meczu eliminacji Pucharu Azji 2011 z Indonezją. 6 stycznia 2010 roku w zremisowanym 2:2 pojedynku eliminacji tych samych rozgrywek, z Kuwejtem, strzelił pierwszego gola w drużynie narodowej.